# Basilica di San Giovanni Battista al Rosario
La basilica di San Giovanni Battista al Rosario è una chiesa del centro storico di Lecce. Sede parrocchiale dal 1914, fu costruita per i domenicani dall'architetto Giuseppe Zimbalo tra il 1691 e il 1728. In essa l'architetto leccese raccomandò di trovare sepoltura. È situata in via Giuseppe Libertini, a pochi passi da Porta Rudiae.

## Storia
L'attuale edificio di fine Seicento fu costruito sul sito di una precedente struttura risalente al 1388, anno in cui arrivarono a Lecce i padri domenicani. La data di fondazione del nuovo edificio è il 6 marzo 1691 e i lavori di costruzione furono affidati all'ormai settantenne Giuseppe Zimbalo, il quale contribuì anche personalmente al finanziamento.
Nel 1710 lo Zimbalo morì ed il cantiere fu portato a termine nel 1728 da altri artisti, tra i quali si distinsero Giulio Cesare Penna il giovane e Leonardo Protopapa. Nel 1948, per volontà di papa Pio XII, la chiesa fu dichiarata basilica minore.

## Descrizione

### Esterno
L'esuberante prospetto si presenta diviso in due ordini da una balaustra decorata con trofei di fiori e da statue poste su piedistalli sferici che raffigurano le visioni del profeta Ezechiele.
L'ordine inferiore è caratterizzato al centro da due voluminose colonne scanalate che incorniciano un grande portale, sormontato dal simbolo dei domenicani e dalla statua di san Domenico di Guzman. Ai lati del portale si aprono due nicchie ospitanti le statue lapidee di san Giovanni Battista e del beato Francesco dell'Ordine dei predicatori.
Al centro della balaustra, elemento divisorio tra i due ordini, in corrispondenza della grande finestra centrale, è posizionata la statua della Vergine; altre statue sono invece posizionate nelle grandi nicchie, in asse con quelle dell'ordine inferiore. La facciata termina con un'altra balaustra e con un timpano spezzato. In basso, ai lati dell'intero prospetto sono collocati due alti plinti, su uno dei quali poggia la statua di san Tommaso d'Aquino.

### Interno

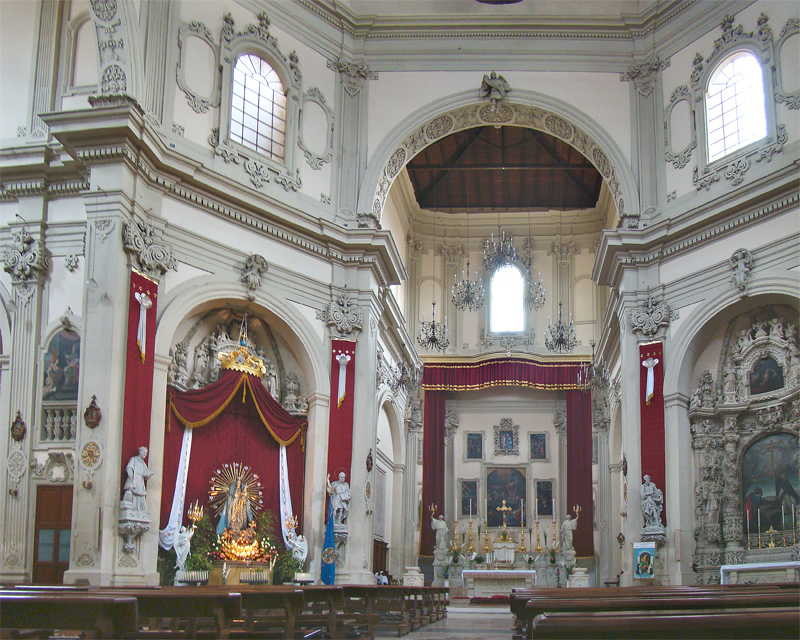
Interno

L'interno è a croce greca con un grande vano ottagonale coperto da capriate lignee. In origine il progetto prevedeva la copertura a cupola, resa irrealizzabile dall'ampiezza e dalla sopravvenuta morte dello Zimbalo.
Lungo il perimetro dell'ottagono, addossate ai pilastri sulle cui basi vi sono scolpiti i vari stemmi delle famiglie che contribuirono alla realizzazione della chiesa, si trovano le statue in pietra leccese di san Tommaso d'Aquino, di sant'Agostino, di san Paolo, di san Pietro, di san Gregorio Magno, di sant'Ambrogio e di san Girolamo. L'intero perimetro interno è segnato da dodici brevi cappelle con altrettanti esuberanti altari barocchi, disposti anche nelle cappelle della crociera ottagonale.
All'ingresso sono posizionati gli altari di Santa Caterina da Siena e del Battesimo di Gesù, entrambi della prima metà del XVIII secolo e realizzati su disegno di Mauro Manieri. Percorrendo il perimetro del braccio sinistro si susseguono gli altari della Natività di Gesù, della Madonna del Rosario e della Natività di Maria. Il presbiterio accoglie l'altare maggiore in pietra leccese e sulla parete di fondo sono conservati numerosi dipinti, tra cui risalta quello centrale raffigurante la Predicazione del Battista, opera seicentesca del pittore alessanese Oronzo Letizia; le quattro tele più piccole raffigurano Storie di Abramo e sono le più risalenti di sicura datazione e autografia del pittore napoletano Paolo Finoglio. 
Nel braccio destro della croce trovano posto gli altari dell'Assunta, del crocifisso e di santa Rosa da Lima, quest'ultimo con tela del 1735 del pittore leccese Serafino Elmo.
I quattro altari disposti nelle cappelle dell'ottagono sono dedicati a san Tommaso d'Aquino, a san Vincenzo Ferrer, a san Domenico e a san Pietro Martire.
Di particolare interesse è il pulpito cesellato con la scena della visione dell'Apocalisse, l'unico delle chiese leccesi ad essere realizzato in pietra.
Sulla controfacciata si conserva il cenotafio di Antonio De Ferrariis, detto il Galateo, con ritratti ed epigrafi marmoree del 1561 e del 1788.